# Palugyai István
Palugyai István (Budapest, 1954. július 22. –) újságíró, a Tudományos Újságírók Klubjának örökös tiszteletbeli elnöke. A 2000-es években az Európai Tudományos Újságíró Szervezetek Uniójának alelnöke, majd elnöke, 2003 és 2007 között a Tudományos Újságírók Világszövetségének alelnöke.

## Életpályája
1972 és 1977 között az ELTE Természettudományi Karának biológia–kémia szakát végezte el. 1979–80-ban a MÚOSZ Bálint György Újságíró Iskolájának művelődéspolitikai szakán szerzett oklevelet.
1978-ban a Pannónia Filmstúdióban kezdett dolgozni szinkronlektorként. Ezzel párhuzamosan a Magyar Rádió tudományos műsorainak készített riportokat. 1979-től a Magyar Hírlap újságírója lett, de tovább folytatta rádiós munkáját is. Riportok mellett önálló sorozatokat is készített (Elektronika és társadalom [1986–87], Vállalkozók a tudományban). 1991-ben a Magyar Hírlaptól a Népszabadsághoz szerződött, ahol 2016 szeptemberéig a tudományos rovat vezetője volt. 1990 után a Magyar Televízióban is több műsora volt (Azok a csodálatos állatok címmel sorozata, szerkesztette a Dimenzió és a Delta 2000 műsorokat).
Az 1990-ben létrejött Tudományos Újságírók Kamarájának (jelenlegi nevén Tudományos Újságírók Klubja) titkára, főtitkára, elnöke, 2011 óta örökös tiszteletbeli elnöke. 1998-tól az Európai Tudományos Újságíró Szervezetek Uniójának alelnöke, 2000-től 2004-ig elnöke (jelenleg Magyarország küldötte). 1999-ben megszervezte a Tudományos újságírók II. világkongresszusát Budapesten, 2015-ben pedig a Tudományos Újságírók 2. európai kongresszusát. 2003 és 2007 között a Tudományos Újságírók Világszövetségének alelnöke. 2008-tól 2018-ig vezetőségi tagja a Euroscience nevű szervezetnek (www.euroscience.org), 2014-től pedig a szervezet online magazinjának, a Euroscientist-nak (www.euroscientist.com) is szerkesztőbizottsági tagja.
2009-2017 között tudományos újságírást tanított a Kommunikáció a Természettudományban mesterszakon az Eötvös Loránd Tudományegyetemen.
2017-től 2021-ig a Magyar Újságírók Országos Szövetsége (MÚOSZ) elnökségi tagja.
Írásai napilapok mellett tudományos és ismeretterjesztő folyóiratokban jelentek meg (pl. Állatvilág, Élet és Tudomány, Fizikai Szemle, Jel-kép, National Geographic Magyarország, Természet Világa). Tagja a Hevesi Endre-díjat odaítélő kuratóriumnak.

## Könyvei
- Ott túl a rácson. Állatkerti ápolók mesélik... (Budapest, 1990. Pannon Könyvkiadó) ISBN 9637955151
- Tudományos újságírás (tankönyv, főszerkesztő és szerző, Holger Wormer, Markus Leimkuhl, Bán László és Neumann Viktor szerkesztésében, Budapest, 2011, ELTE-TÚK)
- A tudománykommunikáció nem hagyományos színterei (tankönyv, Egyed Lászlóval, Mécs Annával és Neumann Viktorral; Budapest, 2012, ELTE)[2]
- Tudomány, játék, lebegés. Hatvankét interjú a tudomány világából (Budapest, 2018, Typotex Kiadó)[3]

## Filmje
- Biztonságos élelem (forgatókönyvíró; dokumentumfilm, rendezte: ifj. Kollányi Ágoston, 2003)[4]

## Díjai
- Hevesi Endre-díj (1988)
- Akadémiai Újságírói Díj (1991)
- Freddie Mercury-díj (1994)
- Urántoll Díj (1997)[5]
- Népszabadság Díj (2016)
- A Magyar Köztársasági Érdemrend lovagkeresztje (2005)[6]